# Речовий Ринок
Речовий Ринок — пасажирський зупинний пункт Жмеринської дирекції Південно-Західної залізниці, розташований на дільниці Жмеринка — Гречани між зупинними пунктами Кам'янецький Переїзд (відстань — 1 км) і Гречанський Переїзд (1 км). Відстань до ст. Жмеринка — 103 км, до ст. Гречани — 3 км.
Розташований у місті Хмельницькому біля речового ринку. Зупинний пункт має дві платформи, на яких встановлені каси і турнікети.
Відкритий 2012 року.